# 夏征农
夏征农（1904年1月31日—2008年10月4日），原名夏正和，字子美，笔名夏征农，男，江西丰城人，中国作家、政治人物。

## 生平
夏征農于1925年考入南京金陵大学（金陵大学1952年并入南京大学），1926年加入中国共产党。1927年受党组织委派回江西发展支持力量，并参加了南昌起义。其后赴上海，入复旦大学学习。1928年出任复旦大学共青团支部书记，1929年被捕入狱。出狱后任共青团中央宣传部秘书。
1933年，在上海参加中国左翼作家联盟，是其后期领导人之一。抗日战争和国共内战期间，历任新四军政治部、统战部、民运部部长，苏中军政委员会秘书长。中华人民共和国成立后，任山东省委副书记等职。1957年反右运动中，因被指‘对右派有温情主义’而撤职。「文化大革命」期间受到批斗。
1978年任复旦大学党委第一书记，1979年出任中共上海市委常委、书记处书记。此后退居二线，任上海社联主席、上海文联主席、《辞海》主编，中国大百科全书总编委员会副主任以及中顾委委员等职。夏征農是中共八大代表，十二大列席代表，十三、十四、十五、十六、十七大特邀代表。
2008年10月4日，夏征农逝世于上海华东医院，享年104岁。